# Lake Perrine
Der Lake Perrine ist ein See im Buller District der Region West Coast auf der Südinsel von Neuseeland.

## Geographie
Der Lake Perrine ist eigentlich ein etwas verbreiteter Teil des Flussverlaufs des Mōkihinui River zwischen zwei Stromschnellen, kurz nach dem Zusammenfluss des Mokihinui River North Branch mit dem Mokihinui River South Branch. Der als See deklarierte Teil umfasst eine Fläche von 23,6 Hektar mit einem Umfang von 2,8 km. In einem leichten Bogen erstreckt sich das Gewässer über eine Länge von rund 1,2 km von Osten in eine Westsüdwest-Richtung und misst an der breitesten Stelle 400 m in Nordnordwest-Südsüdost-Richtung.
Der von Osten kommende, gerade neu gebildete Mōkihinui River spaltet sich schon nach wenigen hundert Metern in zwei Teile auf, einen nördlichen und einen südlichen Teil. Zwischen diesen beiden Teilen hat sich eine 11,6 Hektar große Sandbank mit einem rund 2,2 Hektar großem bewachsenem Teil gebildet, die als Insel in dem vermeintlichen See angesehen werden kann. Bei Hochwasser wird vermutlich die Sandbank überflutet, sodass ein See vermutet werden kann.